# ایل سودوما
ایل سودوما (ایتالیایی: Il Sodoma؛ ۱۴۷۷ – ۱۴ فوریه ۱۵۴۹) نقاش اهل ایتالیا بود. وی که در دوران رنسانس فعالیت میکرده است بیشتر آثارش با موضوع انسان‌ها بوده است.

## نگارخانه

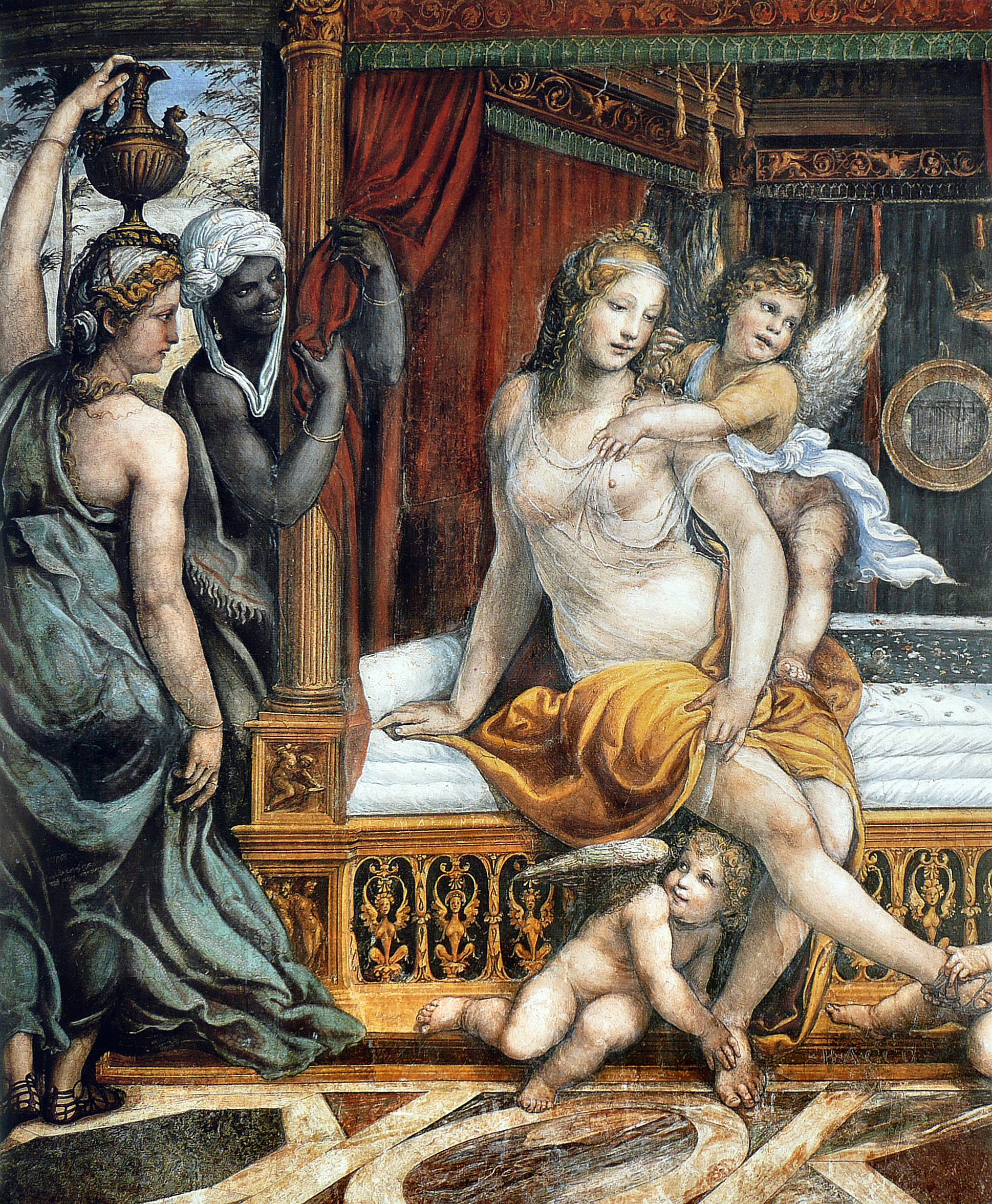
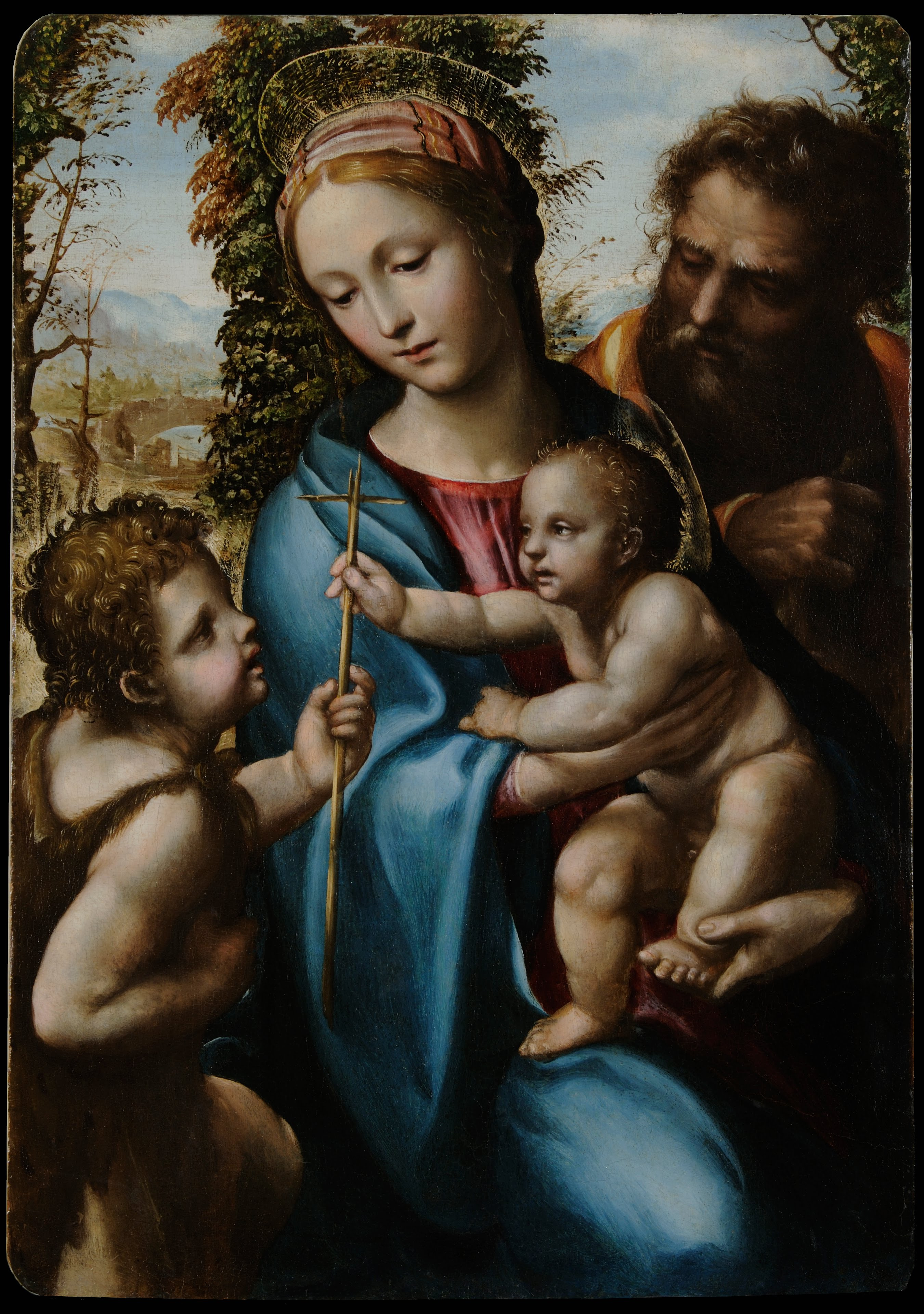
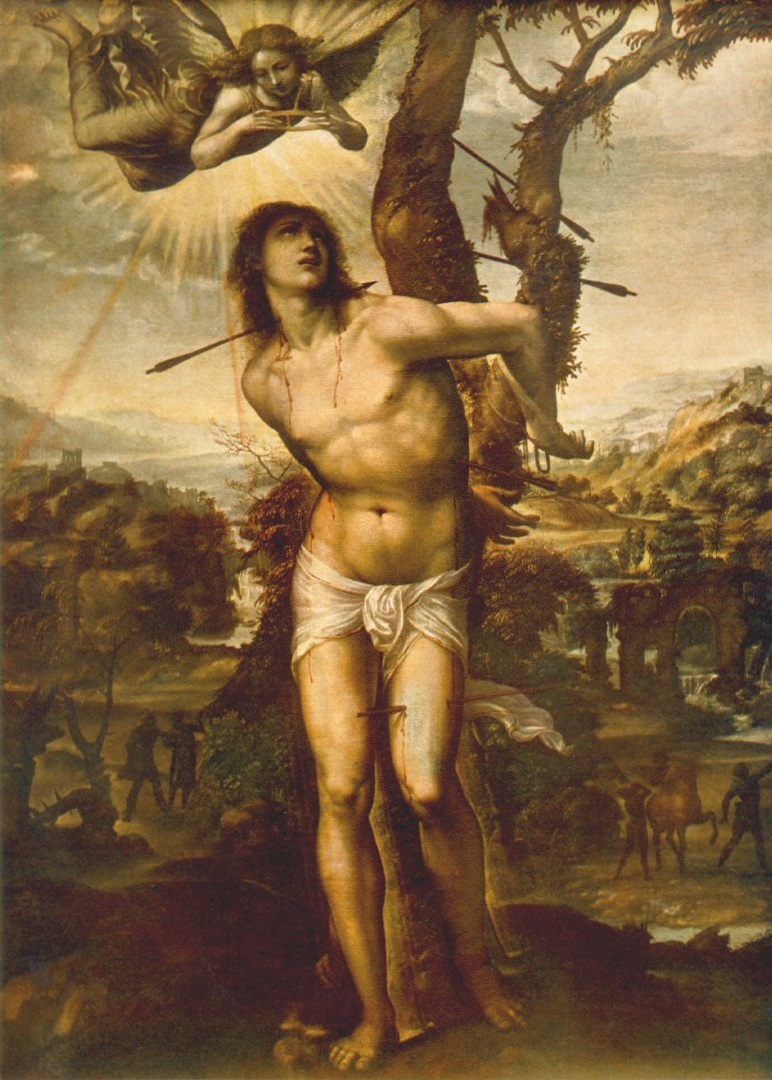
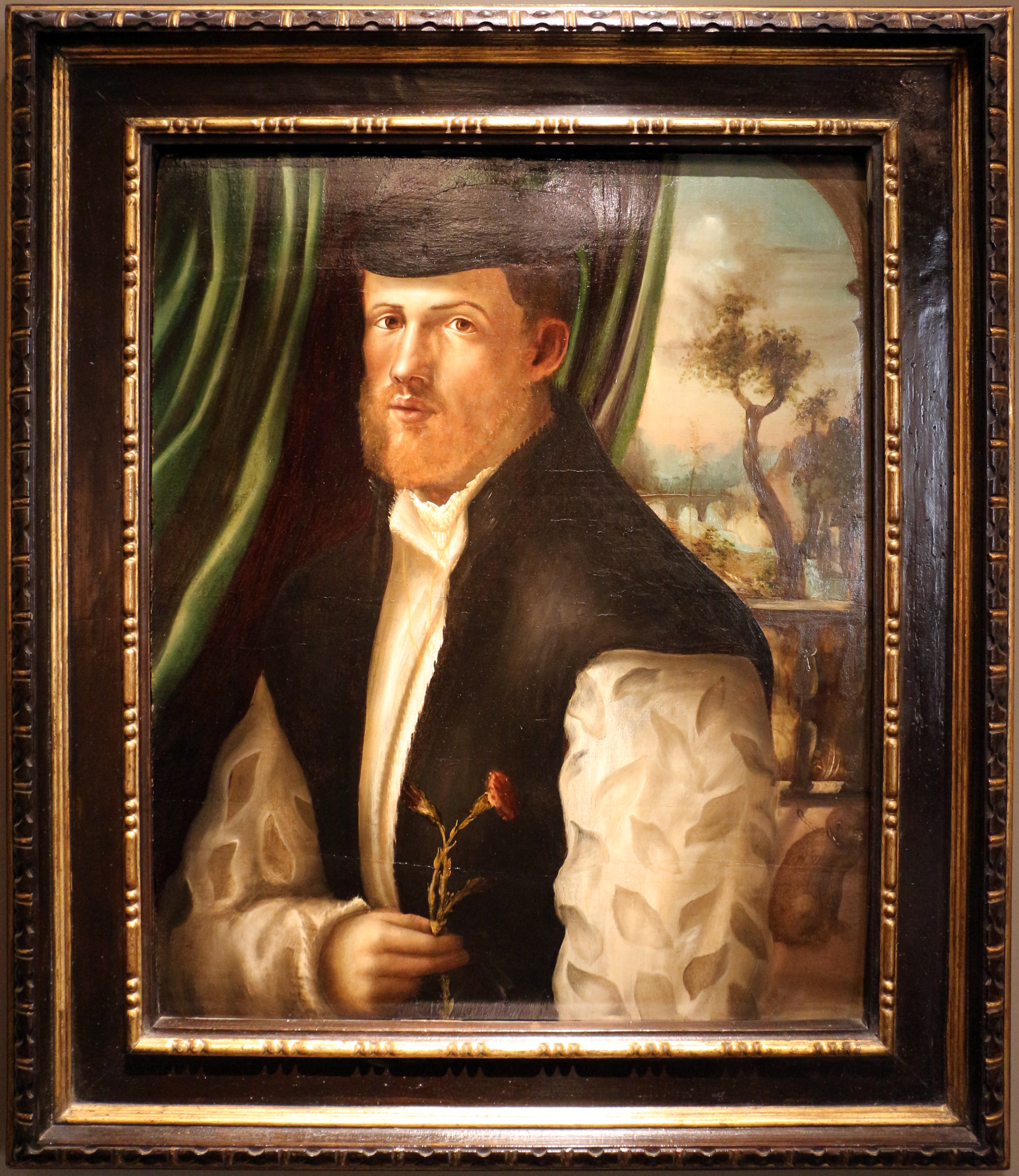
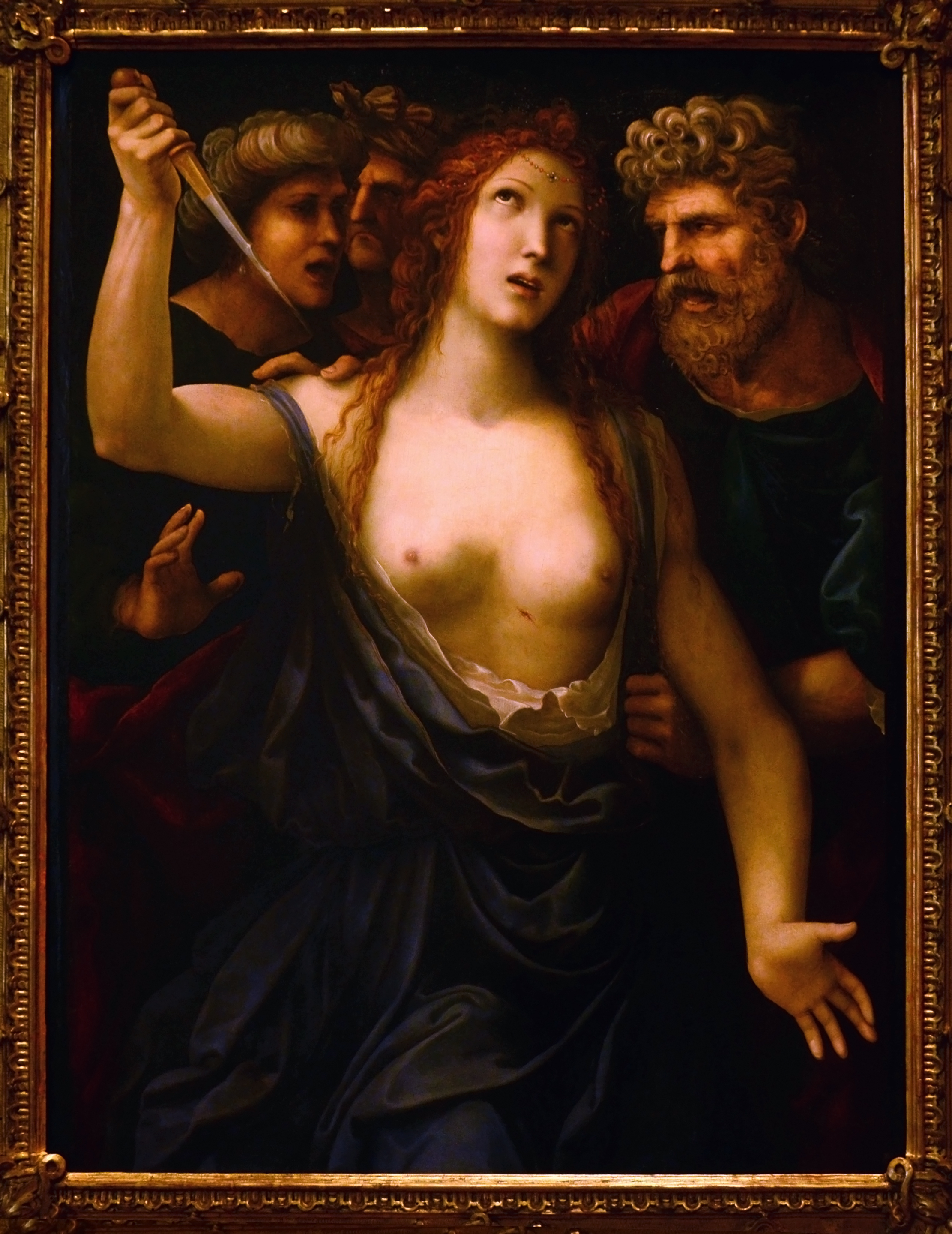